# NGC 3935
NGC 3935 ist eine Spiralgalaxie vom Hubble-Typ Sb im Sternbild Großer Bär am Nordsternhimmel. Sie ist schätzungsweise 139 Millionen Lichtjahre von der Milchstraße entfernt.
Das Objekt wurde am 29. April 1827 von dem Astronomen John Herschel entdeckt.